# Vattentorget, Stockholm

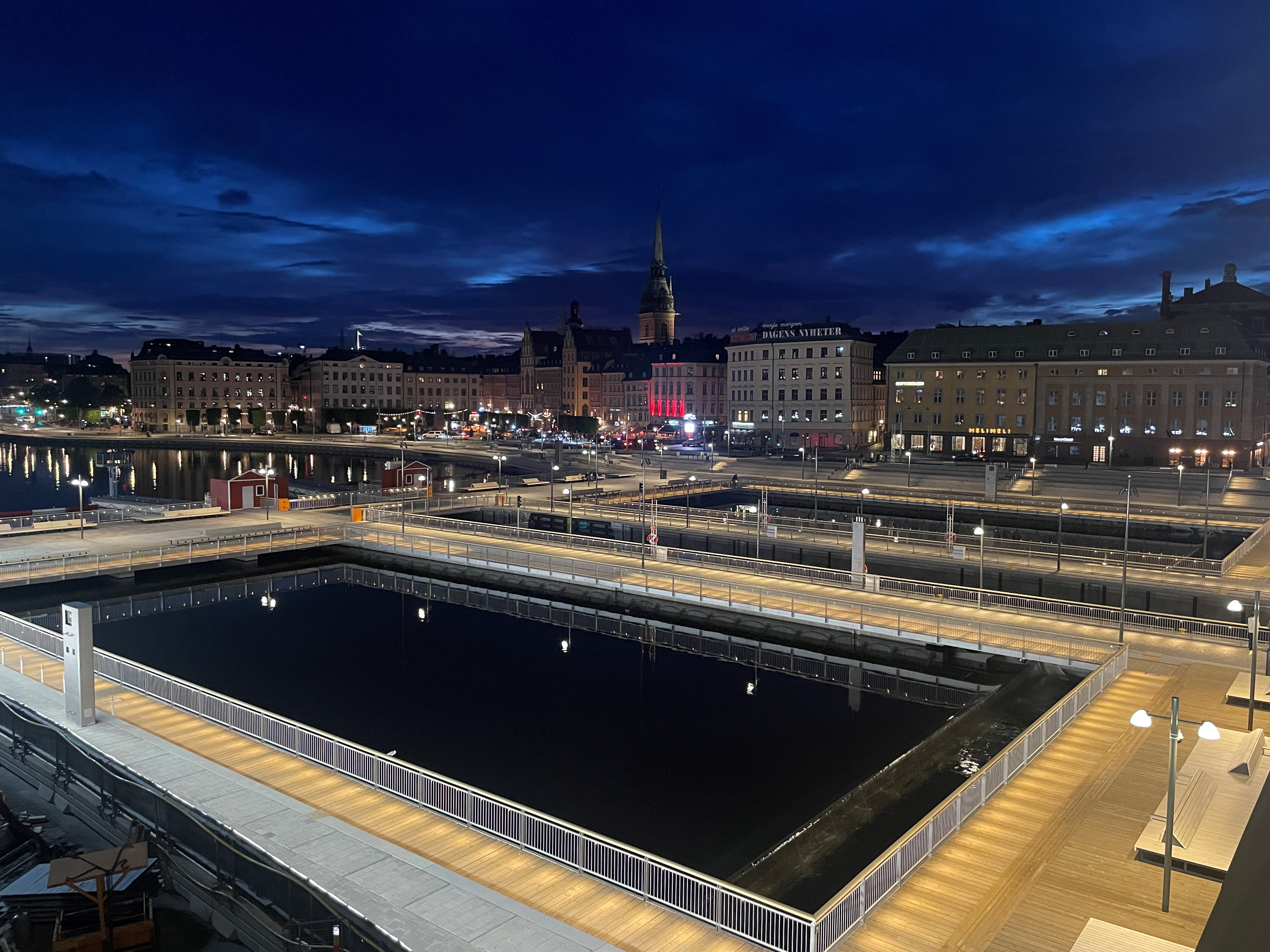
Vattentorget vid Slussen i Stockholm.

Vattentorget är ett torg och en mötesplats vid Slussen i centrala Stockholm. Torget omger Victoriaslussen och de två avbördningskanalerna och sträcker sig under Slussbron till slussens utlopp i Saltsjön. Torget består av gångstråk, cykelbanor, bänkar och gradänger samt en permanent konstutställning med arkeologiska fynd och glaskonst av konstnären Ebba Matz. 
Platsen invigdes den 6 juni 2024.

## Bildgalleri

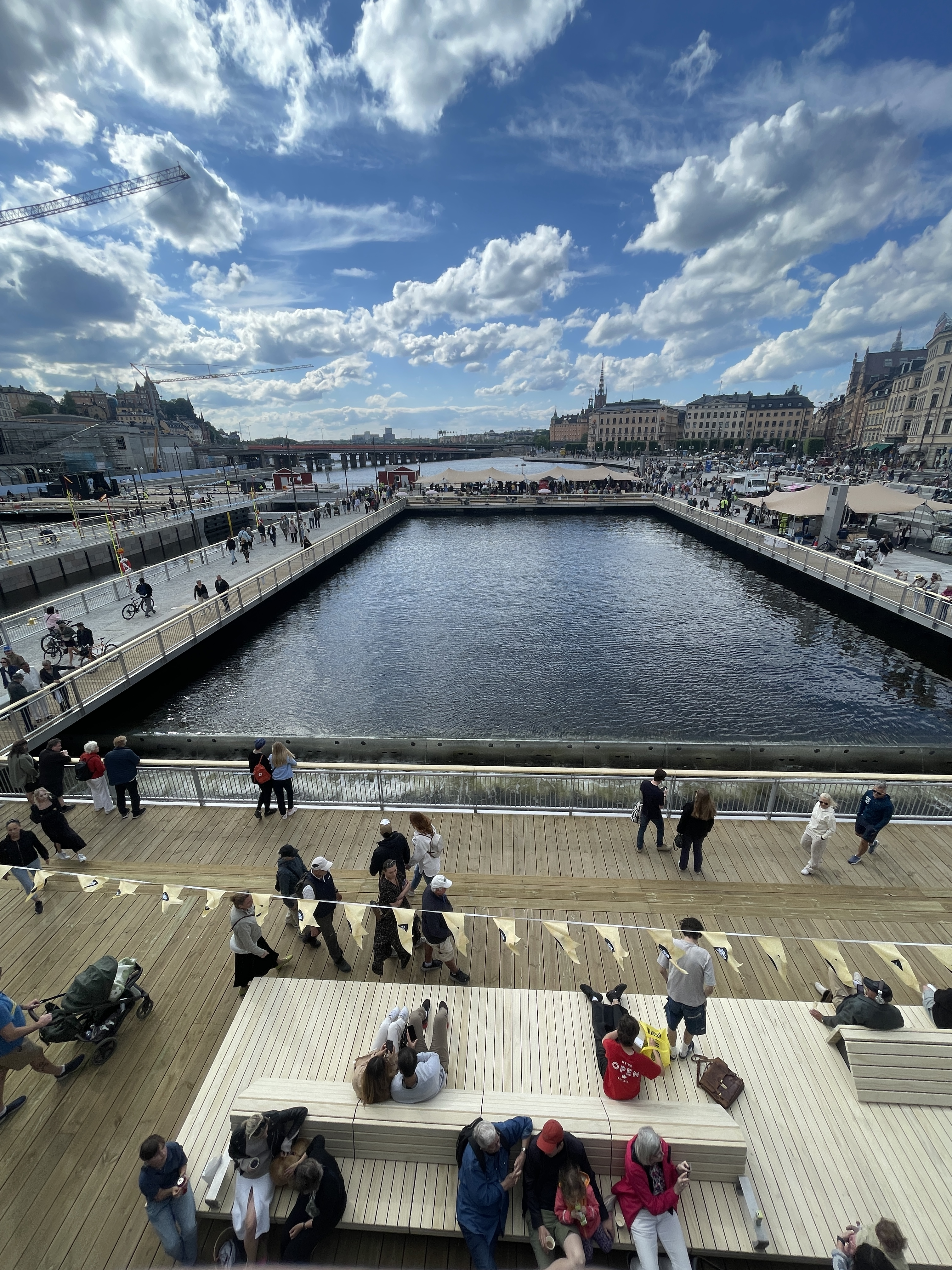
Vattentorget på invigningsdagen, 6 juni 2024
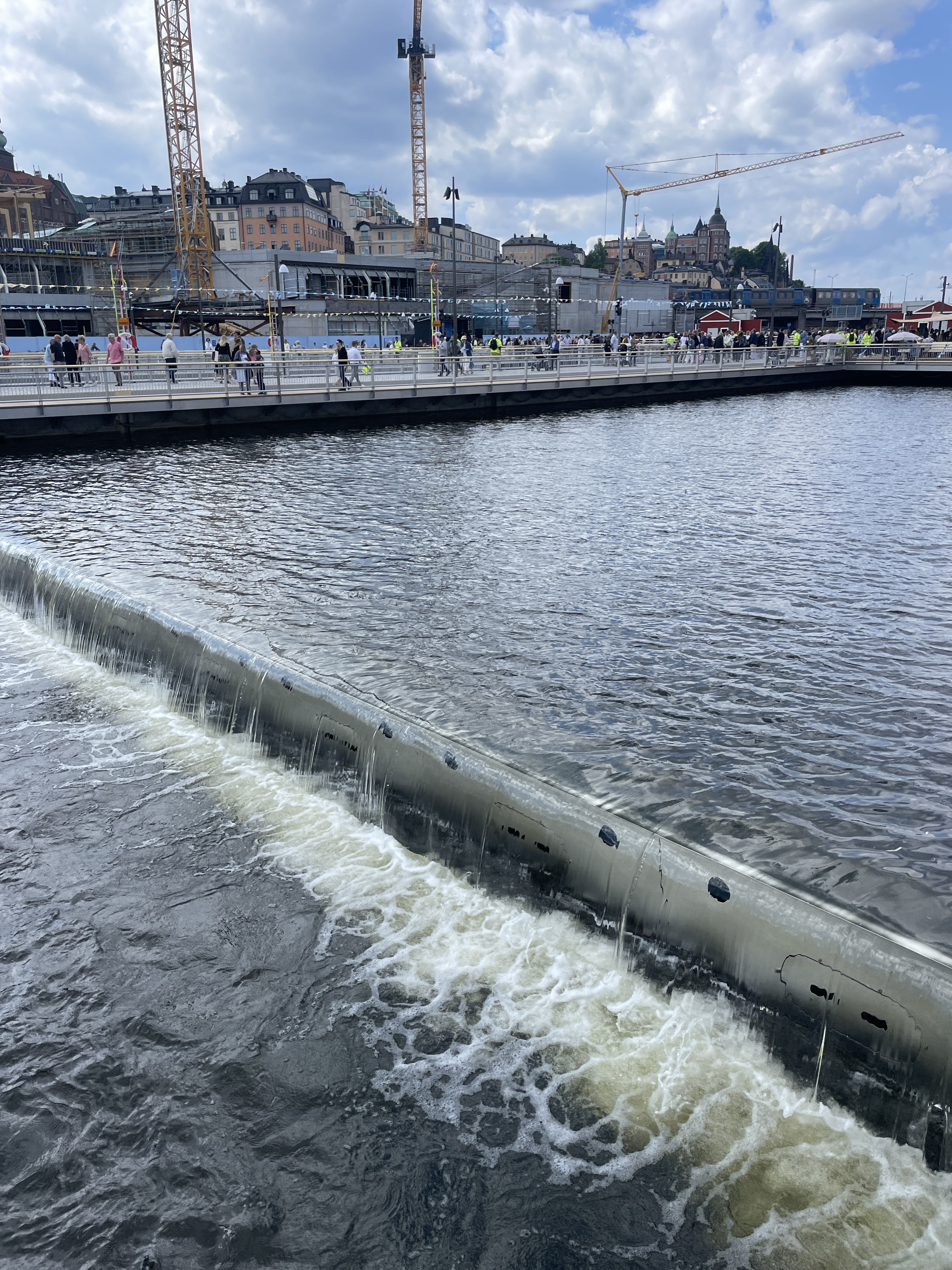
Avbördning vid Slussen från Mälaren till Saltsjön
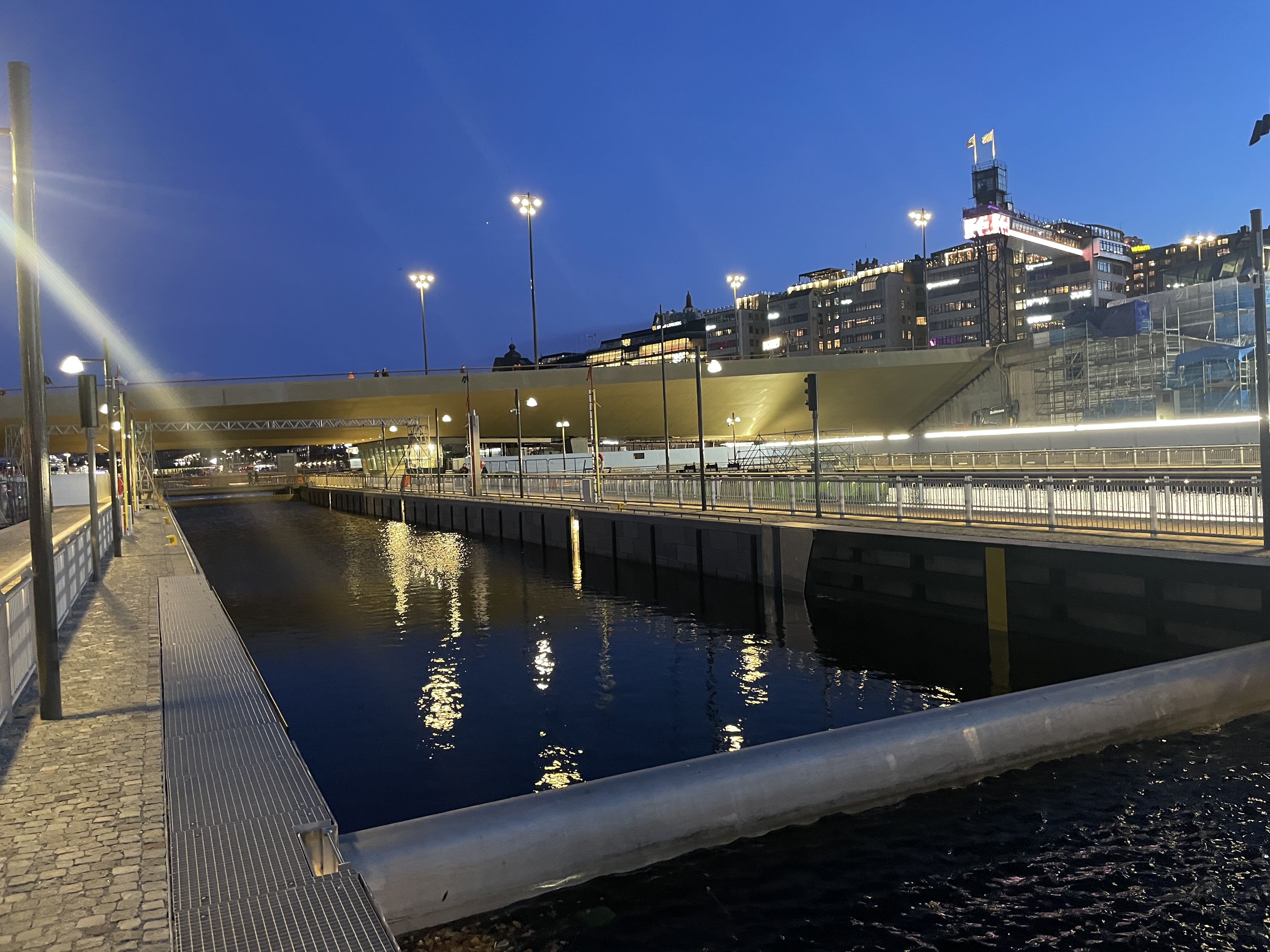
Guldbron och Katarinahissen fotograferat från Vattentorget, november 2024
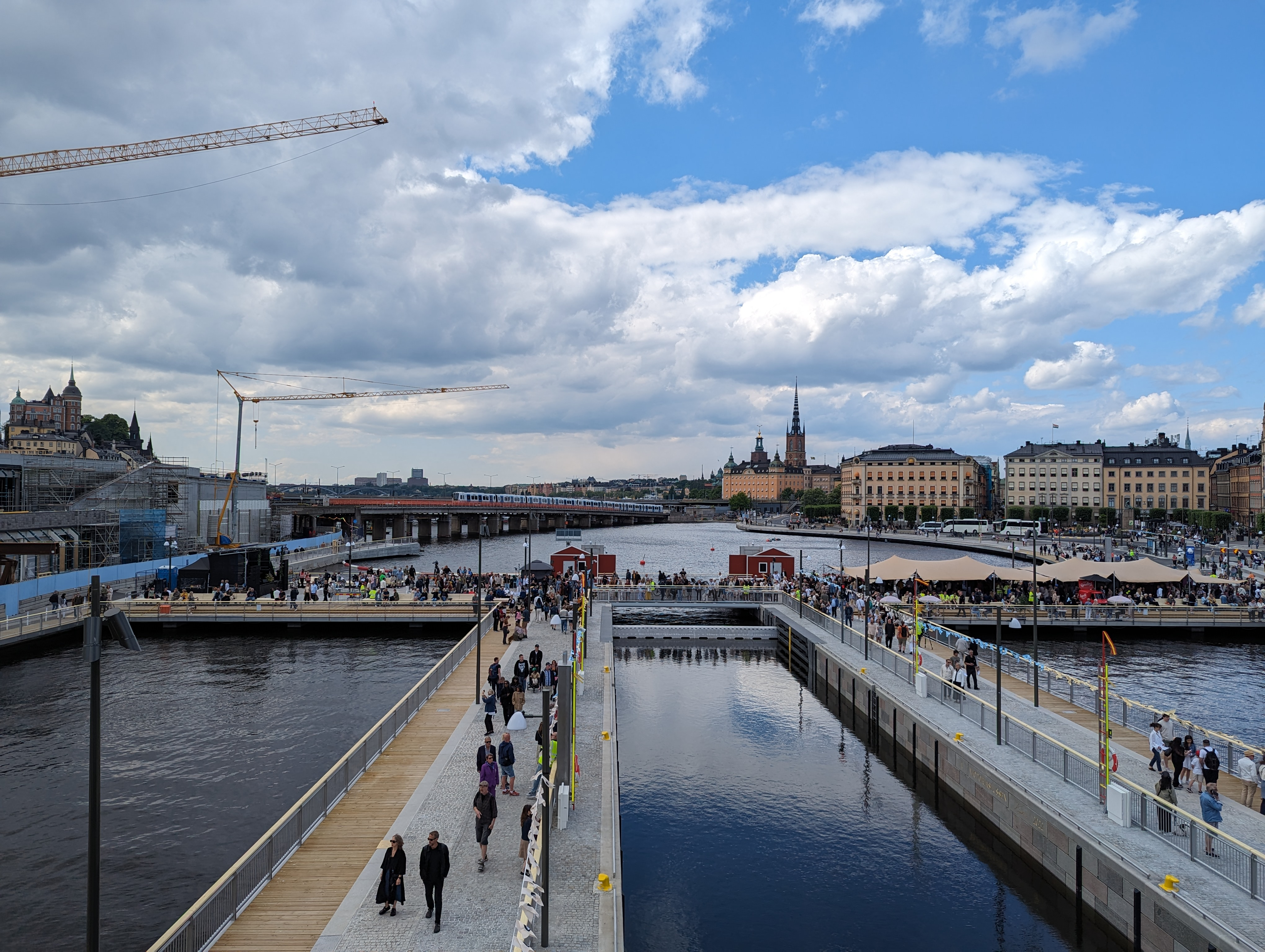
Vattentorget, juni 2024